# سد ضرية
سد ضرية سد تاريخي أثري يقع في منطقة القصيم وسط المملكة العربية السعودية.

## الوصف
تحتوي بلدة ضرية الواقعة غربي القصيم على عدد من المنشآت المعمارية والآثار والنقوش الإسلامية٬ وكذلك المنشآت المائية التي من بينها عين ضرية وآبارها وسدها الذي لاتزال آثاره باقية على مقربة من البلدة الحالية. إذ تشير المصادر إلى أن عثمان بن عنبسة بن أبي سفيان ضفر بعين ضرية المعروفة بـ عين رضوى ضفيرة بالصخر٬ وجعلها تحبس الماء. وقد شيد السد شرق ضرية الحالية على بعد نحو كيلو متر فقط منها٬ واستخدمت في بنائه كتل صخرية جلبت من الجبال والأكمات الصخرية القريبة منه٬ وقد شكلت أحجار السد بطريقة هندسية منتظمة٬ بحيث يسهل رص بعضها فوق بعض٬ ويمتد السد انطلاقًا من أكمة صخرية ملاصقة له جهة الشرق٬ وتعد هذه الأكمة جزءًا من صخور (جبل الربوض) الذي كان يعرف قديمًا بـ ضلع ضرية٬ وجهة منه متصلة بالبرقة التي كانت تسمى برقة العيرات٬ والهدف من بناء هذا السد على مجرى وادي ضرية لكي يعترض سيول الوادي المتجهة من الغرب إلى الشرق فيقطع ماءه ويحبسه زمانًا ليكون أغزر لعين حفرية.
تدل آثار السد الشاخصة في الوقت الراهن على أن موقعه اختير بعناية في مجرى الوادي٬ وذلك في نقطة ضيقة منه٬ ولأن أطرافه في ذلك الموقع تتكئ على أكمات صخرية صلبة. كما أن الجهة الغربية من السد تتجمع المياه فيها من أكثر من ارفد، فتصب في مجرى واحد يستمر حتى يصل منطقة السد٬ وبعده تنكشف له الأرض٬ ويتخذ له عددًا من المجاري عبر منطقة واسعة.